# Стеблюк, Сергей Юрьевич
Сергей Юрьевич Стеблюк (род. 7 мая 1952) — советский и российский театральный режиссёр.

## Биография
Сергей Стеблюк родился в 1952 году в Алма-Ате. Среднюю школу окончил в Твери. Учился в педагогическом институте, затем прошёл срочную службу в Советской Армии.
В 1977 году окончил студию ГИТИСа при театре имени Моссовета (курс Юрия Завадского).
Работал актёром в театрах Могилёва и Одессы. Первой режиссёрской работой Сергея Юрьевича стал спектакль «Маленькие трагедии» А. С. Пушкина поставленный в Ногинском областном театре Московской области. Был главным режиссёром Кемеровского драматического театра им. Луначарского и Омского академического театра драмы.

## Постановки в театре
- «Вишнёвый сад» А. П. Чехова (Кемеровский областной театр драмы имени А. В. Луначарского)
- «Шарманка» Андрея Платонова (Кемеровский областной театр драмы им. Луначарского)
- «Настасья Филипповна» Николая Климонтовича по Ф. М. Достоевскому (Нижегородский государственный академический театр драмы имени М. Горького)[3]
- «Гроза» А. Н. Островского (Пензенский областной драматический театр имени А. В. Луначарского)[4]
- «Месяц в деревне» И. С. Тургенева (Пензенский областной драматический театр имени А. В. Луначарского)
- «Гарольд и Мод» К.Хиггинса (Пензенский областной драматический театр имени А. В. Луначарского)
- 1998 — «Месяц в деревне» И. С. Тургенева (Театральный центр «Волхонка», Екатеринбург)
- 2002 — «Несносные родители» Жана Кокто (Омский академический театр драмы)
- 2002 — «Тустеп на фоне чемоданов» Ричард Баэр (Омский академический театр драмы)
- 2003 — «Брат Чичиков» Нины Садур (Омский академический театр драмы)[5]
- 2003 — «Как важно быть серьёзным» Оскара Уайльда (Омский академический театр драмы)
- 1994 — «Село Степанчиково и его обитатели» по Ф. М. Достоевскому (Омский государственный драматический театр «Галёрка»)[6]
- 2005 — «Три высокие женщины» Эдварда Олби (Томский областной театр драмы)[7]
- 2006 — «Яблочный вор» Ксении Драгунской (Челябинский государственный академический театр драмы имени Наума[8]Орлова))
- 2007 — «Сирано де Бержерак» Эдмона Ростана (Томский областной театр драмы)[9]
- 2008 - «На всякого мудреца довольно простоты» Александра Островского (Дзержинский театр драмы, Нижегородская обл.)
- 2009 — «Сердечные тайны» по пьесе «Преступления сердца» Бет Хенли (Саратовский академический театр драмы имени И. А. Слонова)
- 2010 — «Чайка» А. П. Чехова (Саратовский театр драмы)
- 2013 — «Настоящая комедия» Ноэл Коуард (Саратовский театр драмы)
- 2014 - "Варвары" М.Горький (Челябинский государственный академический театр драмы имени Наума Орлова)
- 2017 - «Самоубийца» Н.Эрдман (Дзержинский театр драмы, Нижегородская обл.))
- 2017 - "Васса" М.Горький (театр драмы республики Карелия "Творческая мастерская")
- 2018 - "Все мои сыновья" А.Миллер (Томский областной драматический театр)
- 2019 - «Вкус мёда» Ш.Дилени (театр драмы республики Карелия «Творческая мастерская»)*
- 2021 - «Баба Шанель» Н.Коляда (Томский театр драмы)
- *2021 - «Калека с острова Инишмаан» М.МакДонах ( Дзержинский театр драмы)
- 2022 - "Не все коту масленица"(Омский государственный драматический театр «Галёрка»)

## Признание и награды
Спектакль Сергея Стеблюка «Брат Чичиков» в 2003 году был номинирован на национальную театральную премию «Золотая маска» за лучшую работу режиссёра и художника.